# ارين هيوستن
ارين هيوستن (بالإنجليزية: Warren Huston)‏ هو لاعب كرة قاعدة أمريكي، ولد في 31 أكتوبر 1913، وتوفي في 30 أغسطس 1999.

## وصلات خارجية
- ارين هيوستن على موقعبيزبول رفرنس.كوم (الدوري الرئيسي) (الإنجليزية)
- ارين هيوستن على موقعبيزبول رفرنس.كوم (الدوري الثانوي) (الإنجليزية)